# Религија у Јапану
Већинске религије у Јапану су будизам и шинтоизам. С обзиром да се само око 40% становништва изјашњава као пратилац неке религије, оне представљају две главне са око 38% пратилаца. Популација хришћана је до 2% док су остале религије готово неприметне. Многи научници сам концепт религије у Јапану, односно концепт азијских религија доводе у питање. Многи аспекти источњачких религија подсећају више на филозофије него на саме религије. На пример конфуцијанизам који је као будизам у Јапан дошао из Кине и имао један од највећих утицаја на систем вредности, уметност и саму културу Јапана. Утицај конфуцијанизма се и дан данас осећа. Сматран религијом он више представља идеологију, односно систем мишљења. Религије представљају скуп идеја, пракси, вредности и прича које су фиксиране и нераздвојиве од саме културе. Сам концепт религије се не може разумети у изолацији од њеног културолошког, а и политичког контекста. Тако је и немогуће разумети одређену културу искључујући њене верске димензије.

## Шинтоизам
Шинтоизам је древна, односно најстарија јапанска религија која је претрпела силне промене од 9. века када су њена божанства била равна будистичким. Некад и сами Јапанци нису успевали да тачно разликују будизам од шинтоизма. Док је будизам био везан за живот и живот после смрти, шинтоизам је био везан за живот на земљи. Данас око 68%  Јапанаца себе сматра следбеницима шинто религије. Узимајући у обзир да Јапан има 125 милиона становника и да већина шинто следбеника себе уједно сматра будистима, јасно можемо закључити да у Јапану без проблема могу коегзистирати бројне религије и да је толерантност на промене била висока.

### Историја
У шинтоизму не постоји јасна разлика између добра и зла, јер сама та разлика зависи од околности. Човек је рођен добар и зла само чини када није у хармонији са природом, односно са одговарајућим камијем зато што је нечист. Понекад су зло сматрали болешћу која је углавном настајала када је човек нечист и одвајала га је од света камија. Чистота и прочишћење су једни од главних фактора шинто религије, јер се човек свих тих болести лечио  прочишћенњем. Шинтоизам нема свог једног оснивача, књигу, а ни централну фигуру као у хришћанству што имају Исуса, у исламу Мухамеда или у будизаму Буду. Јапанци нису имали писмо до 5. века када се у Јапан кинеско писмо уводило преко Кореје. Први писани извор тј. књиге које долазе до нас су из раног 8. века.  Две важне књиге из тог доба које нам дају јасни увид у тадашњи жиовт Јапанаца кроз митове и религиозне текстове су Кођики (712) и Нихонги (720). Пре доласка будизма није постојало име за ову древну јапанску религију, а када се појавио било им је потребно име како би их разликовали. Тако за јапанску фразу ками но мићи се из кинеског писма преузима име Шинто што је значило „пут богова“.

### Божанства
Ками или у преводу Бог оригинално значи „виши“ или „изнад“ и односи се на много више ствари поред божанства као што је племство, власт, стручњак и слично. Као у многим културама нешто што је божанских пропорција ми сматрамо највишим, и тако реч Ками можемо да поистоветимо са појмом Бог. Ками је све само није бескрајно и омнипотентно. Камијем можемо да назовемо птице, мора планине, звери па чак и природне појаве. Међу камијима су и лљудска бића, углавном цареви јер су у друштву били најмоћнији и изнад свих. Опште мишљење је да камијима  пре припадају људска божанства, а не природа. Већина Јапанаца ће рећи да је шинтоиззам религија обожавања предака, а не природе. Истраивањем се ова тврдња поништава и доказује да је прави облик шинтоизма у обожавању природе. 

## Будизам

### Историја
Будизам је нетеистичка религија, односно филозофија рођена на индијском тлу у шестом веку пре нове ере. Са више од петсто милиона следбеника на земаљској кугли, будистичко учење заузима четврто место највећих светских религија поред хришћанства, ислама и хиндуизма. Иако Индија, место настанка будизма, више није држава са највећим бројем следбеника, од појављивања ове доктрине, будизам се проширио широм Азије где је претрпео разне промене током векова. Данас је будизам већинска религија Јапана, Тибета, Лаоса, Мјанмара, Сингапура, Сри Ланке, Тајвана, Камбоџе, Бутана и Вијетнама. Мада је најмногољуднија нација света, Кина, званично атеистичка, известан број њених становника приклања се будистичком веровању. Иако су милиони Кинеза под утицајем културних аспеката будизма, саму религију не исповедају.

### Будизам у Јапану
Будизам, заједно са кинеским писмом званично долази у Јапан у 6. веку иако се сматра да су будистички свештеници  долазили до јапанских острва много раније. Пре доласка будизма и писмо, није постоајла писана јапанска књижевност.
Правац, односно форма будизма која влада у јапанском друштву је махајана. Махајански будизам је слободнија верзија, односно либералнија верзија будизма који је Јапанцима омогућио лакше прилагођавање и стапање са шинтоизмом у друштву. Прихватањем будизма, шинтоистички свештеници почињу да врше ритуале и обреде пратећи будистичку идеологију.

### Зен будизам
Зен будизам из Кине у Јапан долази  у дванаестом веку, а са собом носи велики број елемената преузетих из таоизма. Веровање по зен будизму је да сва жива бића у себи носе природу Буде, а просветљење се може достићи интуитивно путем медитације. Оно што је Јапанцима пристојало код зена је његова једноставност, а посебно што све поседује ту природу Буде у себи, што је доста подсећало на веровања из шинтоизма.

## Конфуцијанизам
Конфуцијанизам је систем мишљења који се заснива на учењима Конфуција који је живео од 551. до 479. године пре н.ере. Конфуције је служио као креативни трансмитер мудрости из прошлости. Конфуције је учио моралном коду који се заснива на етици, хуманости и љубави. 
У Кини је основна ћелија друштва била породица. Породица је представљала економску, друштвену и политичку групу, јер су чланови породице односно заједнице учествовали у тим областима живота. Породица је представљала природно окружење за моралну обуку и мост између појединца и друштва. Конфуције је наглашавао да сваки појединац у оквиру породице у потпуности остварује свој људски потенцијал истичући обавезе сваког члана породице. Тврдио је се свако мора понашати у складу са својом одређеном улогом. Од 5 врста људских односа 3 су везана за породицу: отац/син, муж/жена, старији брат/млађи брат. Друга два односа су: пријатељ/пријатељ и владар/подређени.

### Конфуцијанизам у Јапану
Конфуцијанизам је пустио дубоке корене не само у националном систему веровање Кине, већ и у културама источноазијских земаља попут Вијетнама, Кореје и Јапана. Ово је представљало феномен јер није постојало присуство мисионара.  Основна окупација конфуцијанизма представљала је породица и држава. Кинези су веровали да је њихова култура и учење универзално отворено за све који постају цивилизовани и да није искључиво намењено за Кинезе. Привлачност ове културе је била непроцењива, нудила је систем писма, софистицирану филозофију, религију и уметност. Кинези су своју земљу називали Средишњим царством и себе сматрали центром света. Кина се развила упркос изолацији од других великих цивилизација, њихови суседи су пригрлили ову културу. Образовани људи из других земаља су читали Пет класика и изучавали кинеску културу. Комуникација по питању трговине и дипломатије се одвијала на кинеском језику. У односу Кине према другим народима није се у питање доводила једнакост. Други народи су то поштовали. Кина се ретко мешала у начин владавине осталих земаља. 